# Kongtalyui
Kongtalyui, jedna od šest odnosno sedam bandi prerijskih Kiowa (Kuato su nestali) Indijanaca koji su svoje šatore u kružnom Kiowa-logoru postavljali na sjeveroistoku. Kongtalyui su poznati u društvu Kiowa i kao Soy-hay-talpupl ili "Black Boys", a ponekad su nazivani i Sayn-days's People, prema Sayn-daysu (Sayndays, Saynday), heroju-varalici iz brojnih priča i mitova.
Kongtalyui su praktično nestali, a za njih se kaže da su imali tamniju put od ostatka plemena Kiowa, odatle i naziv Black Boys, pa se smatra da su bili stranog porijekla.